# Llegada del embajador francés a Venecia
La llegada del embajador francés a Venecia es un cuadro típico del pintor italiano Canaletto. Está realizado en óleo sobre lienzo. Mide 181 cm de alto y 259,6 cm de ancho. Se conserva en el Museo del Hermitage de San Petersburgo (Rusia). 
Se trata de un paisaje, en concreto de una veduta en la que los monumentos de Venecia están representados con la excusa de un acontecimiento social. En este caso se trata de la llegada del embajador francés Jacques-Vincent Languet a Venecia, que tuvo lugar en 1726. Aunque se representa con lujo y esplendor, la República de Venecia ya no era la gran potencia que había sido en tiempos pasados, pero conservaba la magnificencia en las fiestas y recepciones como la aquí representada.
La iglesia con cúpula barroca que se ve en la parte izquierda del cuadro es Santa María della Salute. A la derecha se ve la fachada del Palacio Ducal, con una representación de la Justicia en lo alto. Las dos columnas que están en la parte central están coronadas por esculturas: en una hay un león, el símbolo de Venecia por ser el animal atributo del Evangelista San Marcos, y en la otra, san Teodoro, de quien Venecia guarda las reliquias.